# Фади, Стэфан
Стэфан Фади (серб. Стеван Феди, англ. Stevan Fady; род. 2 сентября 1986 в Которе, Черногория) — черногорский певец, представитель Черногории на конкурсе песни Евровидение 2007. В настоящее время живёт в Хорватии.

## Карьера
Стэфан начал свою музыкальную карьеру, став участником музыкального конкурса «Intro Karaoke» в 2003. Одержав победу в этом конкурсе, музыкант получил возможность участвовать в музыкальном фестивале «Suncane Scale», где он занял второе место с песней «Posljednja Obala». В том же году он получил музыкальную премию «Montefon» как «Прорыв года».
Певец несколько раз принимал участие в национальных отборочных конкурсах для Евровидения. В 2005 он занял второе место в «Montevizija 2005» и четвёртое место в «Europjesma» с песней «Utjeha», и во второй раз в 2006 году, когда его песня «Cipele» финишировала первой в конкурсе «Montevizija 2006» и третьей на «Evropesma».
В 2007 исполнителю наконец удалось принять участие на Евровидении. Песня «Ajde, Kroči», с которой Стэфан представлял свою страну не смогла выйти в финал конкурса. Это выступление было дебютным для Черногории.

## Дискография

### Альбомы
- I to je sve… (2010)

### Синглы
- Posljednja obala (2003)
- Utjeha (2005)
- Cipele (2006)
- Ajde, Kroči (2007)
- Dobri ljudi (2008)